# Campeonato Húngaro de Futebol de 2017–18
O Campeonato Húngaro de Futebol de 2017-18 (Nemzeti Bajnokság I em húngaro) também conhecido como OTP Bank Liga por razões de patrocínio, foi a principal divisão do futebol naquela temporada na Hungria. 
O primeiro jogo da rodada inaugural aconteceu em 15 de junho de 2017 e a última rodada, com todos os jogos ocorrendo simultaneamente, deu-se em 2 de junho de 2018. 
O campeão foi o Videoton. Foram rebaixados para o Nemzeti Bajnokság II o Balmazujvaros Sport e o Vasas. Foram promovidos e ocuparam suas vagas o MTK Budapest e o Kisvarda, campeão e vice da segunda divisão, respectivamente.

## Classificação final
Legenda
| Campeão    |
| Rebaixados |

| #   | Time                | Jogos | Vitórias | Empates | Derrotas | GP-GC | Pontos |
| 1.  | Videoton            | 33    | 20       | 8       | 5        | 65-28 | 68     |
| 2.  | Ferencváros         | 33    | 18       | 12      | 3        | 69-31 | 66     |
| 3.  | Újpest              | 33    | 12       | 13      | 8        | 41-38 | 49     |
| 4.  | Honvéd              | 33    | 13       | 8       | 12       | 50-53 | 47     |
| 5.  | Debrecen            | 33    | 12       | 8       | 13       | 53-47 | 44     |
| 6.  | Puskás Akadémia     | 33    | 11       | 10      | 12       | 41-46 | 43     |
| 7.  | Paks                | 33    | 11       | 9       | 13       | 43-48 | 42     |
| 8.  | Haladás             | 33    | 11       | 5       | 17       | 35-50 | 38     |
| 9.  | Mezőkövesd-Zsóry    | 33    | 9        | 10      | 14       | 35-52 | 37     |
| 10. | DVTK                | 33    | 10       | 6       | 17       | 44-53 | 36     |
| 11. | Balmazujvaros Sport | 33    | 8        | 12      | 13       | 39-46 | 36     |
| 12. | Vasas               | 33    | 9        | 7       | 17       | 38-61 | 34     |

## Artilheiros
| Equipe         | Jogador   | Gols | Gols de pênalti |
| -------------- | --------- | ---- | --------------- |
| Honvéd         | Lanzafame | 18   | 6               |
| Újpest         | Nowothny  | 17   | 4               |
| Ferencváros    | Varga     | 17   | 5               |
| Honvéd         | Eppel     | 14   | 1               |
| Videoton       | Lazović   | 14   | 2               |
| Ferencváros    | Böde      | 13   | 0               |
| Debrecen       | Tabakovic | 12   | 0               |
| Puskás Akademy | Knežević  | 11   | 3               |
| Mezokovesd     | Koszta    | 10   | 1               |
| Ferencváros    | Paintsil  | 10   | 1               |
| Videoton       | Šćepović  | 10   | 2               |
| DVTK           | Ugrai     | 10   | 1               |